# آسیا آلکسانیان
آسیا آلکسانیان (ارمنی: Ասյա Ալեքսանյան؛  ۲۷ نوامبر ۱۹۴۵) یک بازیگر سینما و تئاتر اهل ارمنستان است. وی از سال میلادی تاکنون مشغول فعالیت بوده‌است.

## زندگی‌نامه
وی در ۲۷ نوامبر ۱۹۴۵ در مایکوپ زاده شد و از انستیتو دولتی هنری و نمایشی ایروان فارغ‌التحصیل شد. وی در تئاتر دراماتیک وانادزور و فرهنگستان دولتی تئاتر سوندوکیان فعالیت کرده است. وی همچنین برندهٔ جوایز همچون هنرمند شایسته جمهوری ارمنستان (۲۰۱۱) شده است.

## گزیده فیلمشناسی
از فیلم‌ها یا برنامه‌های تلویزیونی که وی در آن نقش داشته است می‌توان به زمین‌لرزه (۲۰۱۶) اشاره کرد.